# Frida Tegstedt
Frida Tegstedt, född 17 juli 1987 i Göteborg, är en svensk tidigare handbollsspelare. Hon är högerhänt och spelade i anfall som mittsexa.

## Karriär
Frida Tegstedt började spela handboll i moderklubben IK Sävehof. Hon gjorde debut i A-laget våren 2005 mot Skånela IF. Hon var sedan med klubben och vann åtta SM-guld. Efter säsongen 2013/2014 bytte hon klubb då hennes dåvarande pojkvän Jesper Nielsen året innan blivit proffs i Tyskland. Det blev två år i Tyskland men sen blev det Issy Paris Hand då Jesper Nielsen samtidigt började spela för PSG i Paris. Efter säsongen 2017 slutade Tegstedt med handbollen.
2013 debuterade hon i Sveriges landslag. Hon var sedan med och tog Sverige till OS i Rio i ett OS-kval i Ryssland. Tillhörde truppen i Rio-OS 2016 och VM 2015 i Danmark. Hon blev petad inför EM 2016 i Sverige till förmån för Anna Lagerquist. Hon spelade 51 landskamper och gjorde 43 mål i landslaget. Efter att ha återvänt från Frankrike gjorde hon en kort comeback i Önnereds HK hösten 2019.